# Le Buisson, Marne

Le Buisson este o comună în departamentul Marne, Franța. În 2009 avea o populație de 90 de locuitori.